# Irene Dunne
Irene Dunne, ursprungligen Irene Marie Dunn, född 20 december 1898 i Louisville i Kentucky, död 4 september 1990 i Los Angeles i Kalifornien, var en amerikansk skådespelare och sångerska. Hon nominerades fem gånger till en Oscar för bästa kvinnliga huvudroll, för sina skådespelarinsatser i Cimarron (1931), Theodora leker med elden (1936), Min fru har en fästman (1937), Det handlar om kärlek... (1939) och Lyckliga stunder (1948). 

## Biografi
Irene Dunne vann ett stipendium till Chicago Musical College men hennes operadrömmar tog slut när hon missade en uttagning. Hon turnerade med ett sällskap och spelade musikaliska komedier. Hennes Broadwaydebut kom 1923 och hon hade huvudrollen i ett flertal musikaler. 
1929 ledde hennes roll i Teaterbåten till ett filmkontrakt med RKO och hon gjorde filmdebut påföljande år. Hon medverkade sedan i en lång rad filmer, såväl romantiska "snyftare" som draman och komedier, och hon var en av USA:s populäraste kvinnliga skådespelare. Hon nominerades för en Oscar fem gånger men vann aldrig utmärkelsen.
Hon drog sig tillbaka från filmandet 1952 men fortsatte inom televisionen. 1957 utsåg president Dwight D. Eisenhower henne till en av fem alternativa delegater till FN. 
Hon gifte sig 1927 med tandläkaren Francis J. Griffin, som hon var gift med fram till hans död 1965.

## Filmografi i urval
- 1930 – Fint ska de va i Honolulu
- 1931 – The Stolen Jools
- 1931 – Cimarron
- 1932 – Thirteen Women
- 1933 – Ann Vickers
- 1934 – The Age of Innocence
- 1934 – Sweet Adeline
- 1935 – Roberta
- 1936 – Teaterbåten
- 1936 – Theodora leker med elden
- 1937 – Min fru har en fästman
- 1939 – Det handlar om kärlek...
- 1940 – Min favorithustru
- 1941 – Första gången jag såg dej...
- 1942 – Ung dam i knipa
- 1943 – Hjältar dö aldrig
- 1944 – Dovers vita klippor
- 1946 – Anna och kungen av Siam
- 1947 – Pappa och vi
- 1948 – Lyckliga stunder
- 1950 – Trashanken
- 1952 – It Grows on Trees